# Triaenodes mouldsi
Triaenodes mouldsi là một loài Trichoptera trong họ Leptoceridae. Chúng phân bố ở miền Australasia.